# Вирджинска хвойна
Вирджинска хвойна (Juniperus virginiana) е вид растение от семейство Кипарисови (Cupressaceae). Видът е незастрашен от изчезване.

## Разпространение
Разпространен е в Канада и САЩ.